# Надпись Самуила

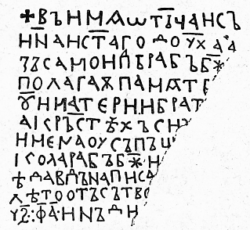
Надпись Самуила

Надгробная надпись болгарского царя Самуила, сделанная на могиле его родственников, — древнейший из кириллических памятников с точно установленными датами. Надпись имеет дату — 993 г. Плита была найдена Ф. И. Успенским и Павлом Милюковым в период 1897-1899 годов в Македонии, недалеко от Охридского озера. Сейчас находится в Национальном историческом музее Болгарии. Надпись состоит из 11 строк. Она имеет большое палеографическое значение. На основании начертания отдельных букв можно судить о сравнительной древности недатированных памятников.

## Текст надписи
въ имѧ ѡтьца и съ//ина и с҃таго дѹха а//зъ самоип(л)ь рабъ б҃ж[и] // полагаѫ памѧть [ѡтьц]//ѹ и матєри и брат[ѹ н]//а кръстѣхъ сихъ · // имєна ѹсъпъш[ихъ ни]//кола рабъ б҃жи[и рипсими]//ѣ давдъ написа[…] // въ лѣто отъ сътво[рєниѧ мирѹ] // ѕ҃ ⁖ фа҃ · инъди[кта ѕ҃·]

## Перевод
Во имя Отца, Сына и Святого Духа, Я, Самуил, раб Божий, почитаю память отцу, матери и брату на этом кресте. Имена покоящихся здесь: Никола, раб Божий, Рипсимия и Давид. Написал в году 6501 от Сотворения мира (991/993 год).

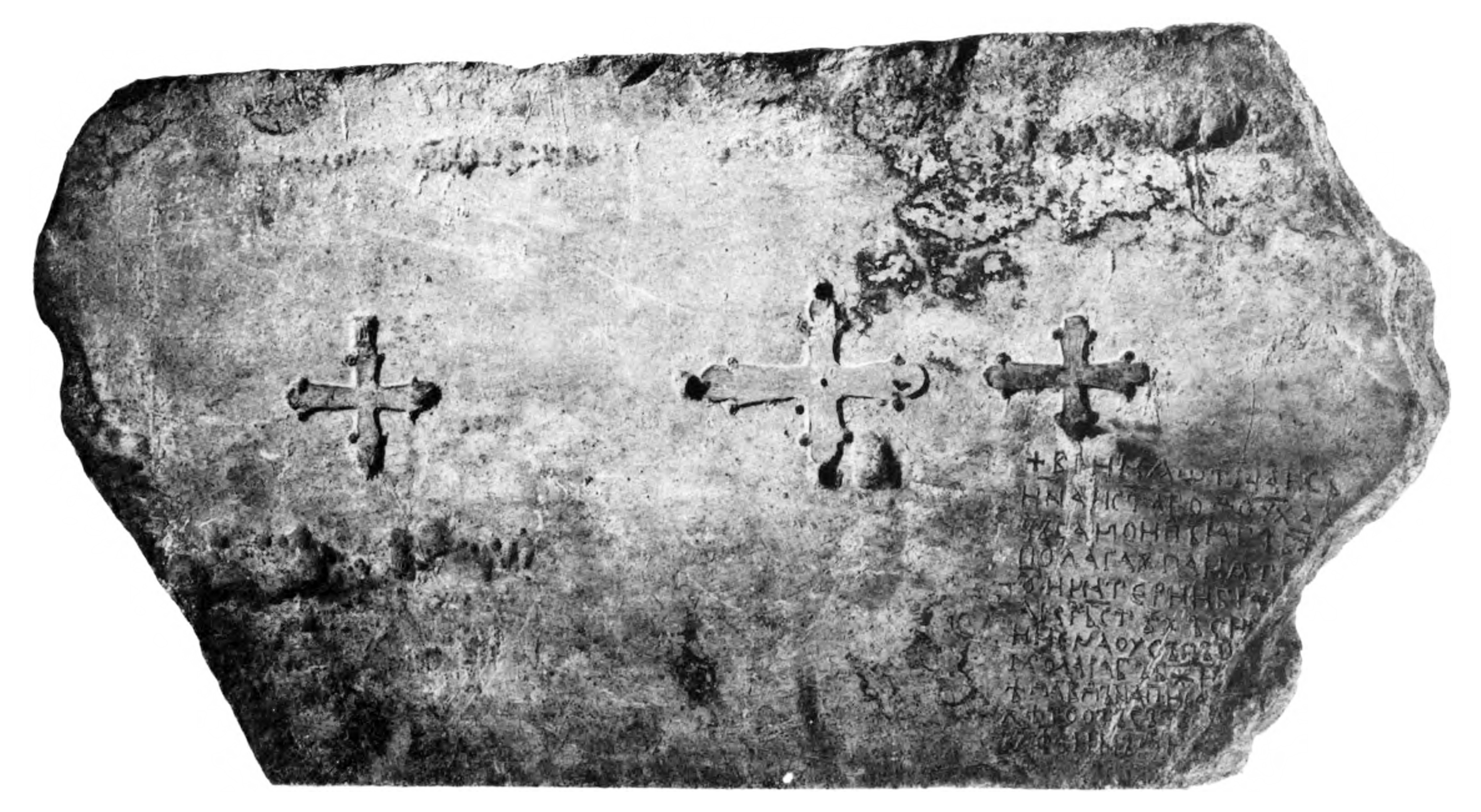
Фотография надгробной плиты с надписью Самуила из книги «Известия Русского Археологического института в Константинополе».
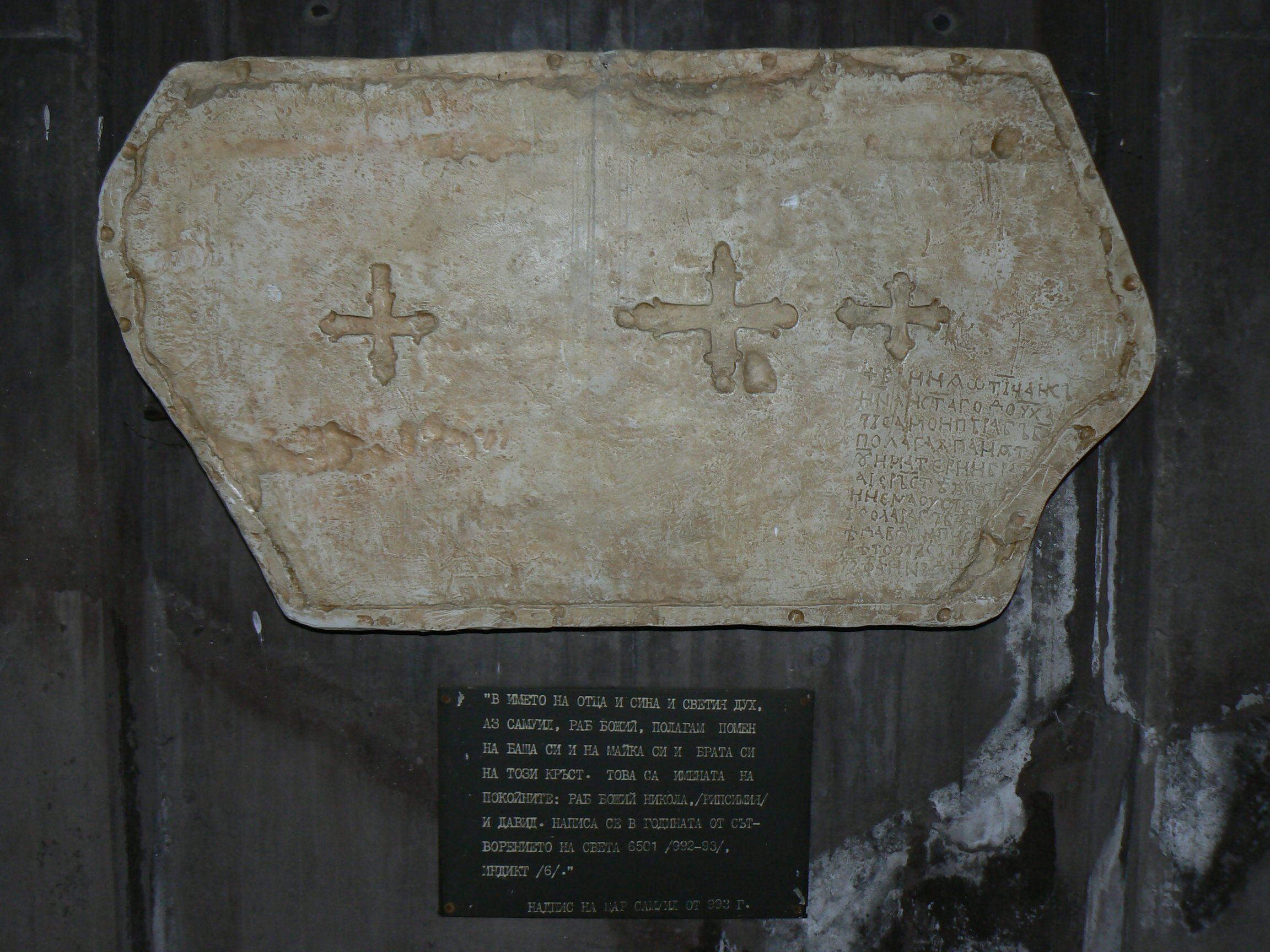
Копия плиты, находится в селе Самуилова-Крепост, Благоевградская область, Болгария.